# Preußische Partie
Preußische Partie ist der Name einer Eröffnung im Schach. Sie hat die ECO-Codes C57 bis C59.
Wurde die Bezeichnung in der älteren Schachliteratur noch als Synonym für alle Varianten des Zweispringerspiel im Nachzuge (1. e2–e4 e7–e5 2. Sg1–f3 Sb8–c6 3. Lf1–c4 Sg8–f6) verwendet, so wird in der Liste der ECO-Codes gegenwärtig nur noch die Fortsetzung mit 4. Sf3–g5 d7–d5 ausdrücklich als „preußisch“ bezeichnet.
Stattdessen hätte Schwarz auch die Möglichkeit, mit 4. … Lf8–c5!? zum scharfen Traxler-Gegenangriff des Zweispringerspiels im Nachzuge zu kommen.
Nach 5. e4xd5 sollte Schwarz ein Gambit anbieten.
Es gibt folgende Fortsetzungen:
- Polerio-Variante 5. … Sc6–a5 6. Lc4–b5+ c7–c6 7. d5xc6 b7xc6 8. Lb5–e2[3] oder 8. Dd1–f3?![3] (Bogoljubows Empfehlung)
- Fritz-Variante 5. … Sc6–d4 6. c2–c3 b7–b5 7. Lc4–f1[4]
- Ulvestad-Variante 5. … b7–b5[2]
- Fegatello-Variante 5. … Sf6xd5? 6. Sg5xf7[2] Ke8xf7 7. Dd1–f3+ Kf7–e6 8. Sb1–c3 Sc6–e7 9. 0–0